# Calea ferată forestieră Roznov–Tazlău
Calea ferată  forestieră Roznov–Tazlău a fost o cale ferată forestieră cu ecartament îngust (CFF) ce lega localitățile Roznov și Tazlău, alimentând fabrica de procesare a lemnului din Roznov. Din calea ferată principală se desprindeau două derivații, una pe valea Tazlăului Mare, spre Geamăna și una pe valea Calului.
După ce în anii 1970 datorită problemelor de mentenanță asociate cu terenul deluros din preajma Roznovului, tronsonul Roznov–Tazlău a fost închis, în anul 1995 au fost închise și cele două tronsoane rămase, linia fiind dezafectată.

## Context
În anul 1899 pădurea din Tazlău a fost luată pentru exploatare în arendă, iar în 1909 s-a construit pe plan local o fabrică de cherestea. Tracțiunea lemnului prin pădure se făcea cu boii, iar transportul lemnului la gara Rozonov se făcea cu căruțele cu cai. În timp, tot pe plan local s-a făcut o cale ferată forestieră pe care circula o ”mașină”, care tracta vagoanele la pădure pentru a fi umplute cu bușteni.
Pe măsură ce industri lemnului s-a dezvoltat, în anii 1950 în Roznov a fost construită o fabrică de procesare a lemnului, unde se aflau gatere. Pentru transportul lemnului tăiat în munți, s-a construit o rețea feroviară forestieră în jurul orașului.

## Construcție
Astfel, după 1945 a fost dată în folosință sectorul de cale ferată forestieră Roznov–valea Calu, tronsonul Roznov–Tazlău via Borlești (construit după 1948 și finalizat în 1952), fiind ulterior extins spre Geamăna. De asemenea, a fost dată în folosință o derivație care lega Tazlăul cu Frumoasa.
Sistemul de cale forestieră apărut în zonă, avea conexiune la rețeaua CFR la capătul său din aval (Roznov).
În condițiile regimului politic existent, la construcția căilor ferate forestiere din acele timpuri, s-a folosit pe scară largă munca patriotică.

## Exploatare
În anii 1970 tronsonul Roznov–Borlești–Tazlău a fost închis, datorită problemelor de mentenanță asociate cu terenul deluros din preajma Roznovului. Au fost menținute în funcțiune numai porțiunile de pe valea Calu și cea de la Tazlău (aceasta din urmă conectată fiind, la sistemul rutier).
La începutul anilor 1970 a debutat criza petrolului, cauzată de războiul arabo-israelian. Faptul că România devenise între timp importator de petrol datorită capacității supradimensionate de prelucrare a lui în industria petrochimică, a făcut ca să apară necesitatea economisirii combustibililor bazați pe hidrocarburi și implicit a determinat statul român, prin organizația națională Centrul exploatării lemnului (CEL) să păstreze funcționale liniile CFF rămase pe un termen nelimitat, deși erau mai scumpe de întreținut decât drumurile forestiere.

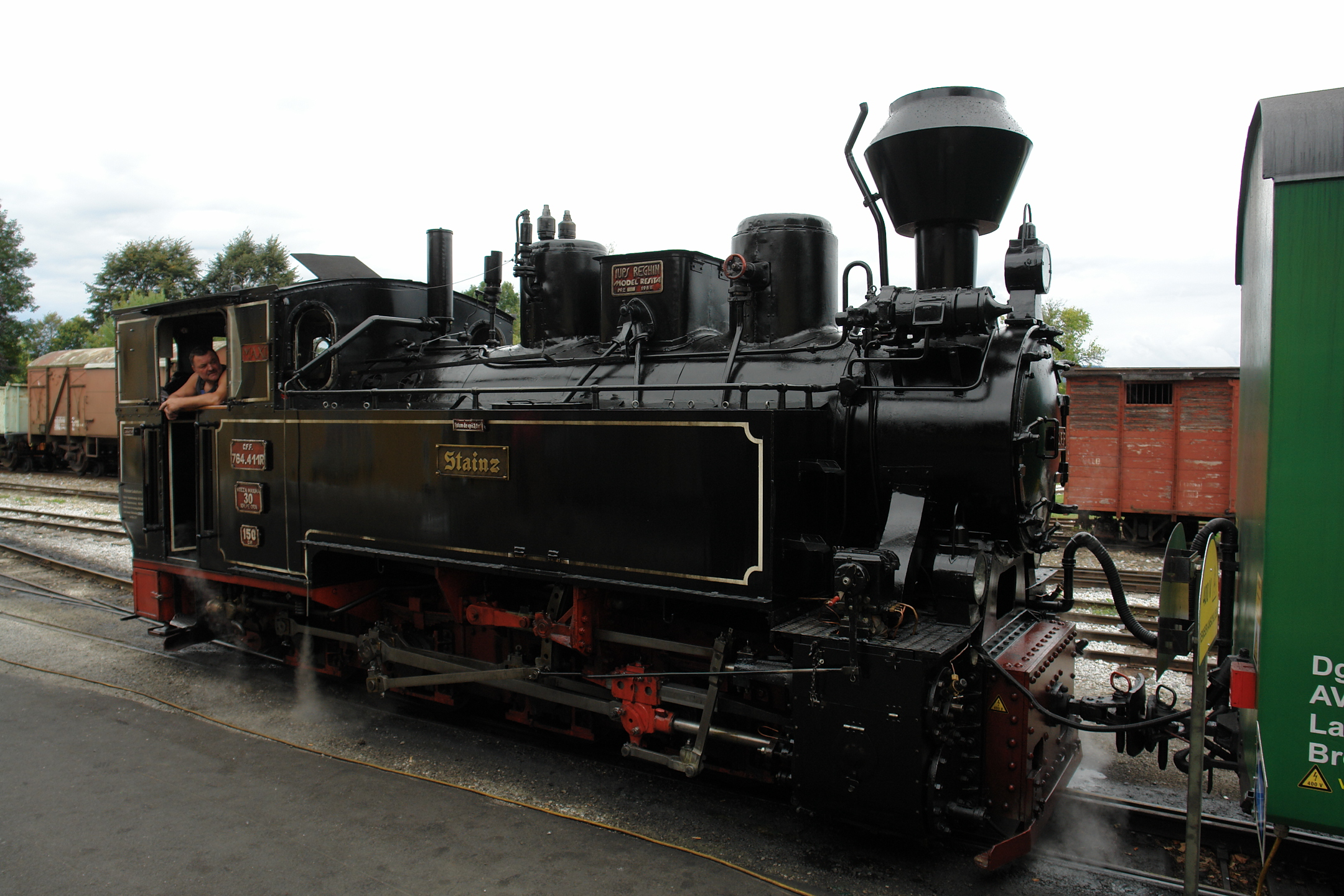
Locomotiva 764.411R se află astăzi în patrimoniul Stainzerbahn

Resturi scurte și trunchiate de cale ferată a căror dezvoltare a continuat spre pădure au început astfel să deservească unități mici de procesare și puncte de schimb, cum s-a întâmplat și cu calea ferată forestieră de la Tazlău (materialul lemnos fiind transportat apoi pe șosea către fabrica de la Roznov), sau cu căile ferate forestiere de la Oituz, Covasna, de la Râșca, Suceava și de la Scutaru, Bacău. Astfel: 
- în 1987 ramura de cale ferată de pe pe valea Tazlăului se întindea din centrul satului Tazlău în amonte până la confluența cu Șoimul, după care aceasta urca pe valea Șoimului până la confluența acestuia cu pârâul Brațul (aproximativ la cota 600 m).[12] În anii 1970 aceasta urca suplimentar de-o parte și de alta a dealului Brațul Șomului – pe valea Șoimului până aproape sub Plaiul Răchiței, iar pe Brațu până aproape de obârșia acestuia, sub Plaiul Clopotului.[13]
- Tot în 1987, pe valea Calu calea ferată se întindea în amonte până dincolo de Poieni, ajungând la confluența Calului cu pârâul Hăntău[12] (la[13] Răntău)[14] aproximativ la cota 600 m.[12] Lângă Roznov, calea ferată părăsea la Piatra Șoimului gura văii Calu și se îndrepta spre Chintinici. În continuare trecea Bistrița în stânga confluenței acesteia cu Iapa, pentru a se conecta la un terminal de cale ferată cu ecartament normal, derivație a căii ferate Bacău–Bicaz.[13]

## Desființare
Calea ferată de la Tazlău a fost închisă în 1995 și dezafectată ulterior.
Locomotiva fabricată la Reghin în 1986 de aici, a ajuns la Stainz, unde deservește activitatea turistică din zonă.